# Pulchrana glandulosa
Pulchrana glandulosa (tên tiếng Anh: Glandular Frog), là một loài ếch trong họ Ranidae.
Nó được tìm thấy ở Brunei, Indonesia, Malaysia, Thái Lan, và có thể Myanmar.
Các môi trường sống tự nhiên của chúng là các khu rừng ẩm ướt đất thấp nhiệt đới hoặc cận nhiệt đới, đầm nước nhiệt đới hoặc cận nhiệt đới, sông, đầm nước, đầm nước ngọt, hang, và các đồn điền. Nó không được xem là bị đe dọa theo IUCN.

## Hình ảnh củaPulchrana glandulosa

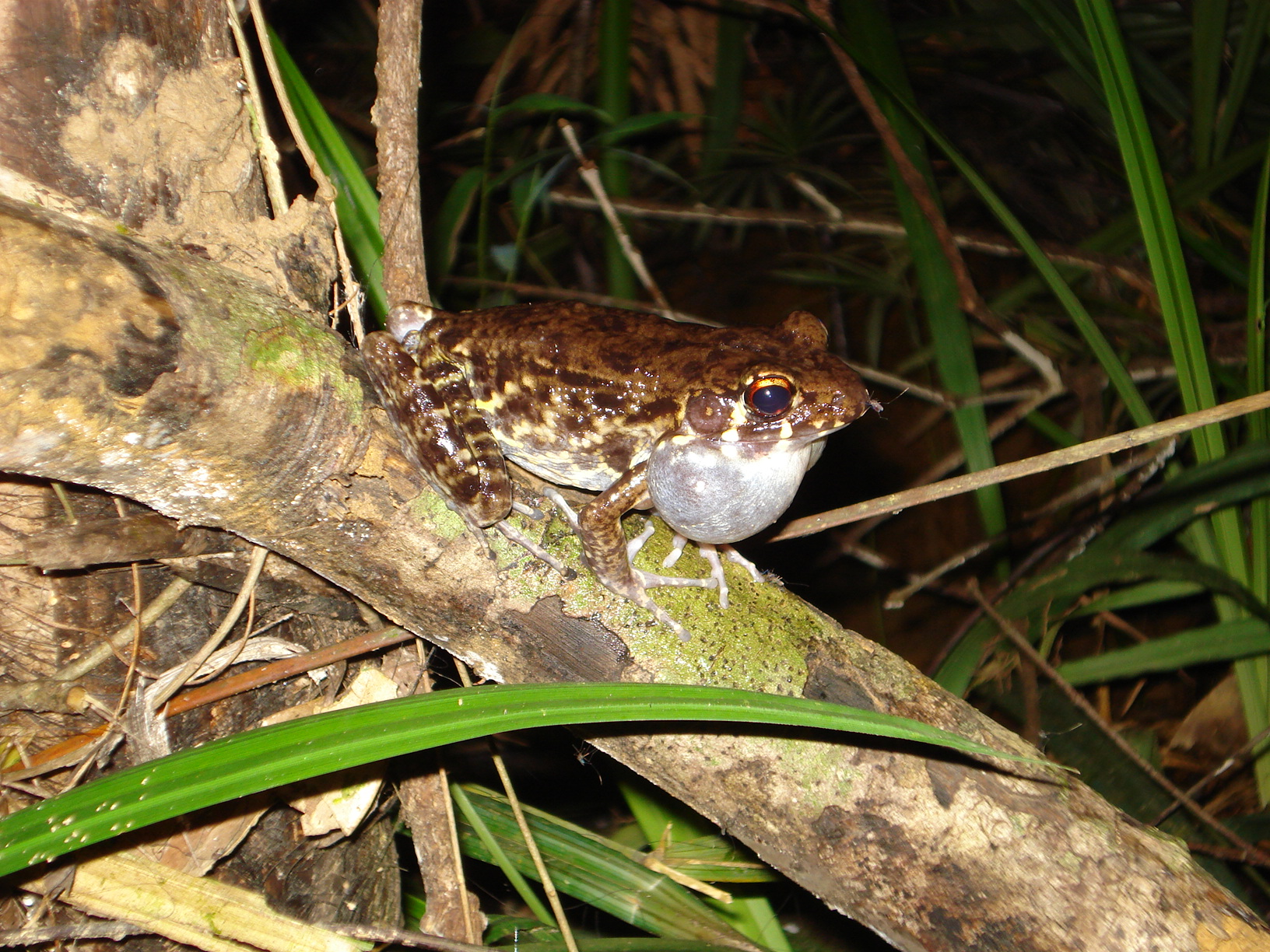
Con đực Pulchrana glandulosa với túi thanh.
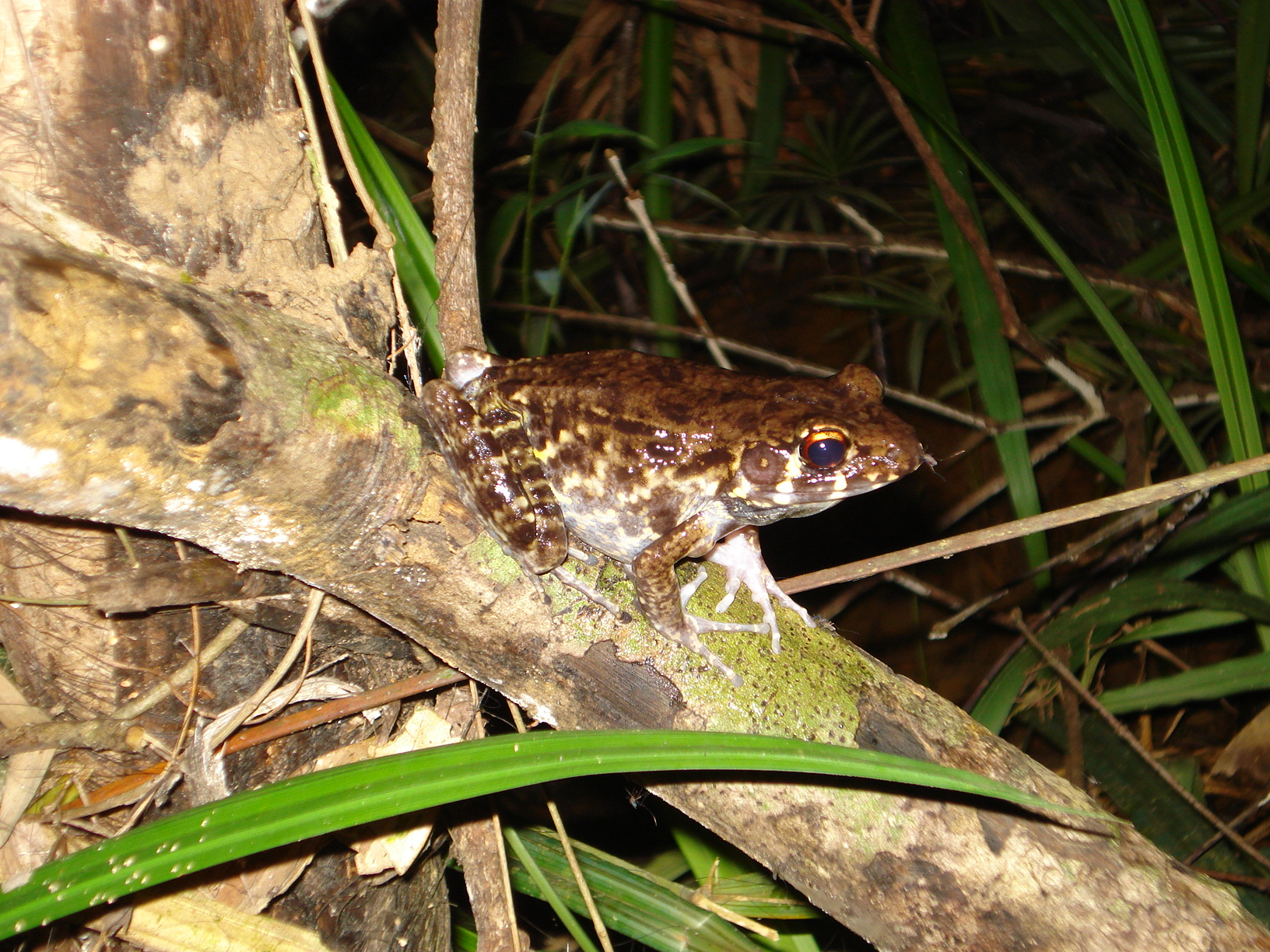
Con đực Pulchrana glandulosa không túi thanh.